# Christian Aid

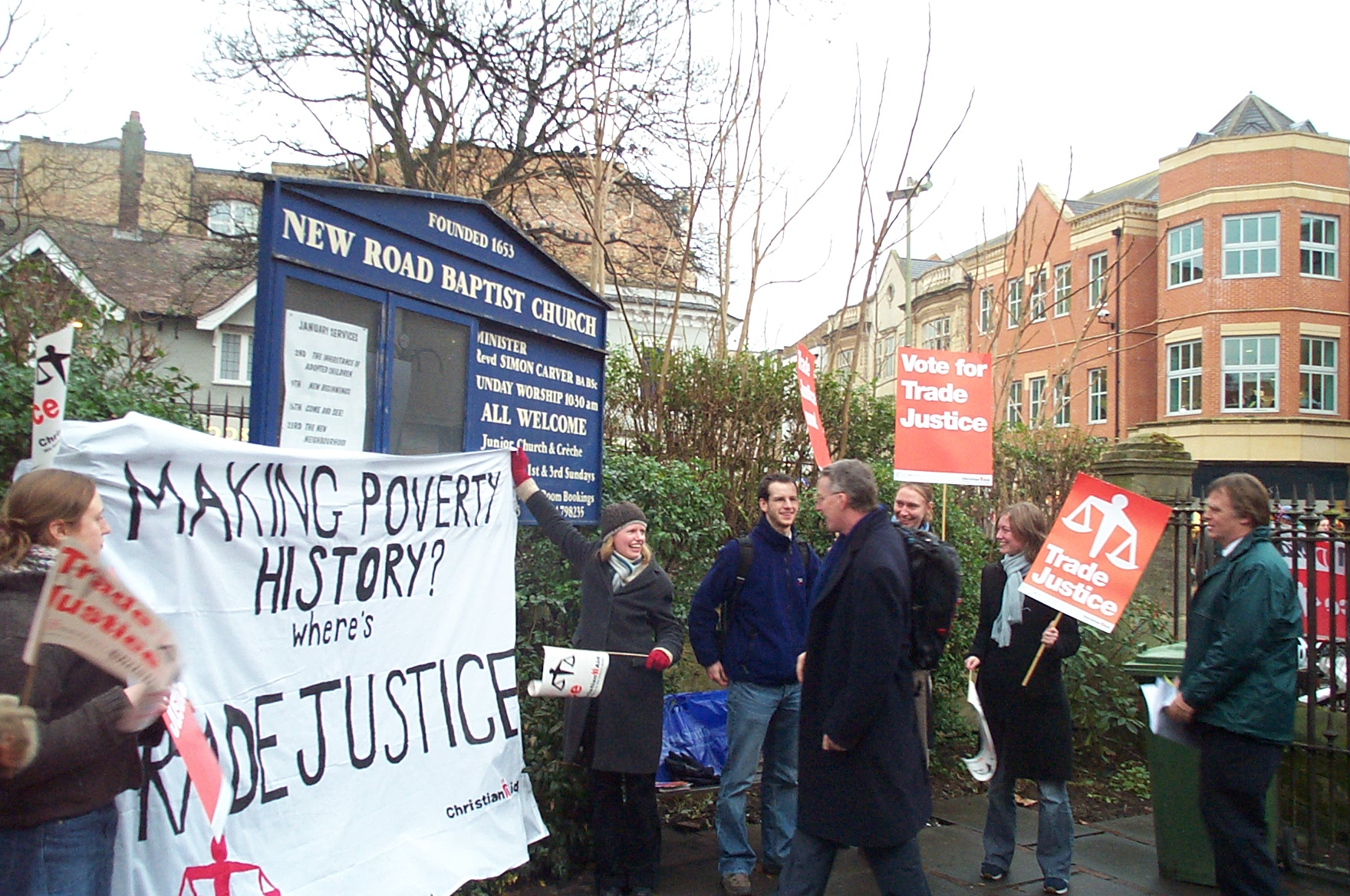
Activistas de Christian Aid presionan por la justicia comercial

Christian Aid (Ayuda cristiana) es la agencia de ayuda y desarrollo de 41 iglesias cristianas (protestantes, católicas y ortodoxas) en el Reino Unido e Irlanda,  y trabaja para apoyar el desarrollo sostenible, erradicar la pobreza, apoyar a la sociedad civil y brindar ayuda en casos de desastre en América del Sur, la Caribe, África y Asia. 
Trabaja con cientos de organizaciones asociadas locales en algunas de las comunidades más vulnerables del mundo en 24 países.  Es miembro fundador del Disasters Emergency Committee,  y miembro importante de las campañas de la The Climate Coalition, la The Fairtrade Foundation y el Trade Justice Movement. La sede de Christian Aid está en Londres y cuenta con equipos regionales en todo el Reino Unido e Irlanda, además de oficinas nacionales en otras partes del mundo.  Christian Aid también organiza la mayor colecta puerta a puerta del Reino Unido, la Christian Aid Week, que se lleva a cabo en mayo de cada año.
Su directora fue Loretta Minghella, quien fue nombrada en 2010 pero renunció en 2017 para trabajar para los Comisionados de la Iglesia. Fue reemplazada por la actual directora ejecutiva, Amanda Khozi Mukwashi.  Los ingresos de Christian Aid en 2012-2013 fueron de £95,4 millones. 
La reconstrucción después de varias guerras en Vietnam, Laos y Camboya fueron proyectos importantes, junto con la ayuda prestada tras el derrocamiento de los dictadores Idi Amin en Uganda, la familia Somoza en Nicaragua y Pol Pot en Camboya.  También se apoyó a los indios yanomami en Brasil, en un compromiso con los pueblos marginados. 

## Recaudación de fondos

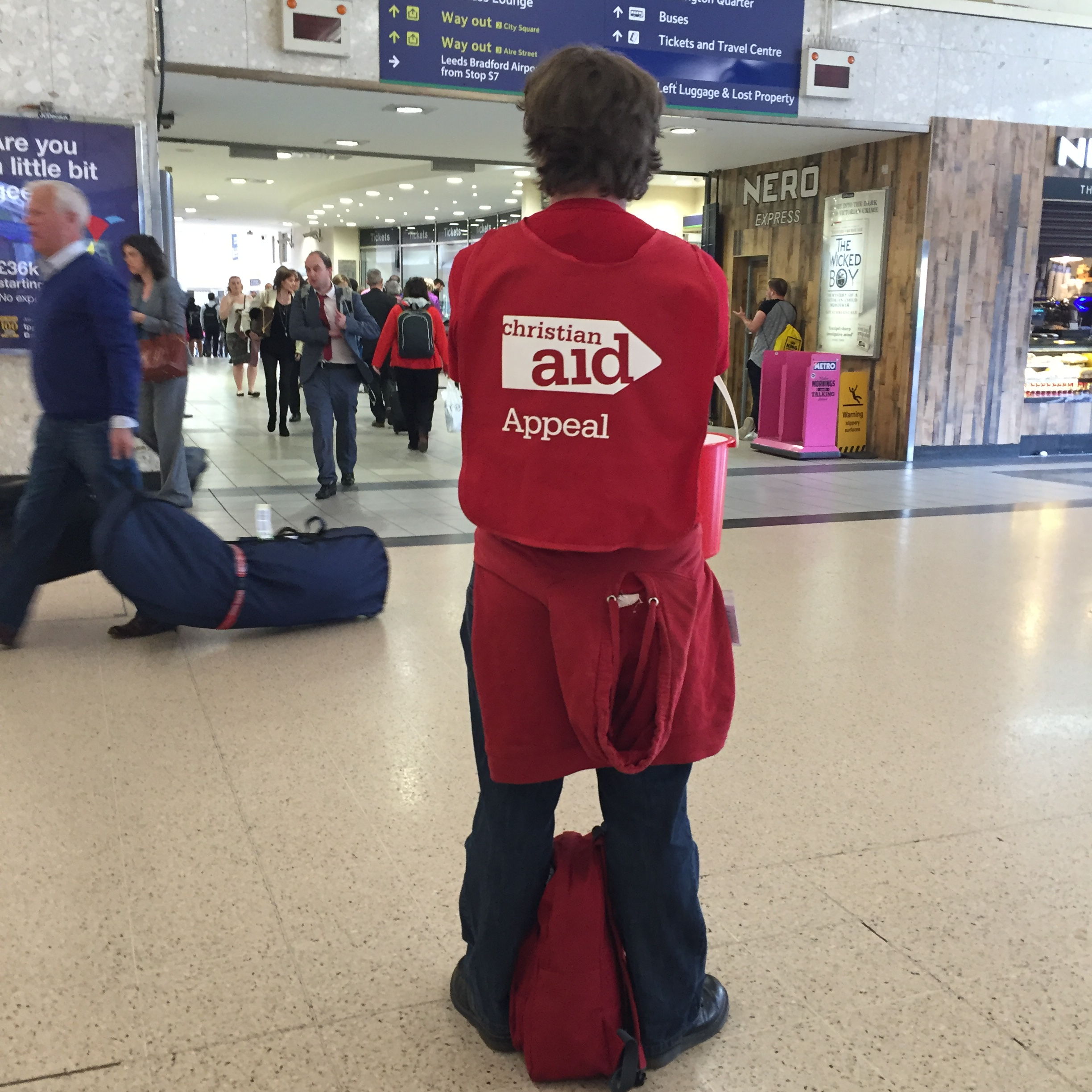
Un voluntario de Christian Aid solicita donaciones, usando un balde, en mayo de 2016.

Christian Aid recauda ingresos de una amplia variedad de fuentes, como subvenciones institucionales, donaciones periódicas, el llamamiento de la Semana de Christian Aid, donaciones generales, legados y llamamientos de emergencia. En 2013, los ingresos institucionales, parte de los cuales provienen del Departamento para el Desarrollo Internacional y de la Comisión Europea, constituyeron el 41% de los ingresos totales.  Un porcentaje significativo de los ingresos restantes proviene de miles de personas en iglesias y comunidades. Los principales momentos de recaudación de fondos incluyen Navidad, Cosecha y Semana de Ayuda Cristiana.  En 2013, durante esta semana se recaudaron £12,6 millones (o el 13% del ingreso total). A lo largo del año, los simpatizantes donan regularmente mediante débito directo, donaciones en efectivo y Will Aid . Las iglesias y los grupos comunitarios también participan en la campaña anual. calendario de eventos (p. ej., caminatas, almuerzos con sopa y concursos).

## Crítica
El economista del desarrollo Paul Collier en su libro The Bottom Billion sugiere que Christian Aid "informó profundamente" al electorado del Reino Unido en 2004 y 2005 con una campaña contra la reducción de las barreras comerciales en África. Dice que la campaña se basó en un estudio "profundamente engañoso" realizado por un economista sin la experiencia necesaria y cuya supuesta revisión "por un panel de expertos académicos" fue realizada por dos personas que el propio economista había elegido y que tampoco "fueron notadas". por su experiencia en comercio internacional". Cita a un funcionario anónimo del British Department of Trade and Industry que dijo que "saben que es malo, pero vende las camisetas". 
Varias de las principales organizaciones benéficas de ayuda exterior de Gran Bretaña, incluidas Christian Aid, British Red Cross, Save the Children y Oxfam, han sido criticadas por pagar lo que algunos alegaron que eran salarios excesivos a algunos de sus gerentes.    En 2013, el director ejecutivo de Christian Aid recibió 126.206 libras esterlinas y otros cuatro miembros del personal recibieron entre 80.000 y 90.000 libras esterlinas. La respuesta de Christian Aid a esto fue: "Queremos asegurarles que hacemos todo lo posible para evitar pagar salarios más altos de lo necesario. Pagamos a nuestro personal salarios iguales o inferiores a la media de otras organizaciones eclesiásticas y/o internacionales. agencias de desarrollo." 

## Acción legal del Centro de Defensa Sionista
En marzo de 2023, Christian Aid comentó sobre una acción legal emprendida contra la organización por el Centro de Defensa Sionista. La acción legal se inició en 2017 y fue rechazada por los tribunales estadounidenses en septiembre de 2022. La acción legal alegaba que Christian Aid era "virulentamente antiisraelí" y había obtenido financiación fraudulenta del gobierno de Estados Unidos. Patrick Watt, director ejecutivo de Christian Aid, dijo: "No creo... que este caso se presentara contra nosotros creyendo que tenía piernas. Creo que se presentó contra nosotros en un esfuerzo por echar arena en las ruedas de la nuestra defensa y hacer que el trabajo en IOPT [Israel y el territorio palestino ocupado] sea muy costoso". 